# گلستون‌بری سنتر (کنتیکت)
گلستون‌بری سنتر (به انگلیسی: Glastonbury Center) یک منطقهٔ مسکونی در ایالات متحده آمریکا است که در کنتیکت واقع شده‌است. گلستون‌بری سنتر ۱۲٫۷ کیلومتر مربع مساحت و ۷٬۳۸۷ نفر جمعیت دارد و ۱۵٫۲۴ متر بالاتر از سطح دریا واقع شده‌است.